# Rasheed Wright
Rasheed Wright (Greensboro, 27 dicembre 1980) è un ex cestista statunitense.